# Shuangzhongmiao
Shuangzhongmiao (kinesiska: 双忠庙) är en köping i östra Kina. Den ligger i Wuhe härad i staden Bengbu i provinsen Anhui, omkring 160 kilometer norr om provinshuvudstaden Hefei. Antalet invånare är 46037. Befolkningen består av 22 446 kvinnor och 23 591 män. Barn under 15 år utgör 21,0 %, vuxna 15-64 år 67 %, och äldre över 65 år 11,0 %.